# Crucificação (Corpus Hypercubus)
Crucificação (Corpus Hypercubus) é uma pintura a óleo sobre tela de 1954 de Salvador Dalí. Um retrato surrealista não tradicional da crucificação, retrata Jesus Cristo em uma rede de poliedro de um tesseract (hipercubo). É uma de suas pinturas mais conhecidas do período posterior de sua carreira.

## Histórico
Durante as décadas de 1940 e 1950, o interesse de Dalí pelo surrealismo tradicional diminuiu e ele ficou fascinado com a ciência nuclear, sentindo que "daí em diante, o átomo era [seu] alimento favorito para o pensamento".
O bombardeio atômico no final da Segunda Guerra Mundial deixou uma impressão duradoura; seu ensaio de 1951 "Mystical Manifesto" introduziu uma teoria da arte que ele chamou de "misticismo nuclear" que combinou seus interesses no catolicismo, matemática, ciência e cultura catalã em um esforço para restabelecer valores e técnicas clássicas, que ele utilizou extensivamente em Corpus Hypercubus.